# The getaway (nummer van Chris de Burgh)
The getaway is een single van Chris de Burgh. Het is afkomstig van zijn album The getaway.
Chris de Burgh adviseert te ontsnappen (getaway) aan de wapenwedloop; hij wil de politici die het veroorzaken vastzetten in plaats van dat zij de bevolking "gevangen houden" met angst. Living on the island is een niemendalletje over het fijne leven op een zonnig eiland.
Het werd alleen in Duitsland en Noorwegen (top10) een hit.